# Uzan
Uzan è un comune francese di 153 abitanti nel dipartimento dei Pirenei Atlantici, regione della Nuova Aquitania.

## Società

### Evoluzione demografica
Abitanti censiti